# 北三原村
北三原村（きたみはらむら）は、千葉県安房郡（朝夷郡）にかつて存在した村である。
現在の南房総市の東部（旧和田町）に位置している。「三原」の地名は南房総市の地名として現存するが、「北三原」の名は北三原郵便局、北三原公民館にその名をとどめるのみである。

## 沿革
- 1889年（明治22年）4月1日 - 町村制の施行により黒岩村、小川村、上三原村、小向村、布野村、磑森村、五十蔵村が合併して朝夷郡北三原村が発足。
- 1897年（明治30年）4月1日 - 朝夷郡が安房郡に編入。
- 1955年（昭和30年）3月31日 - 和田町と合併し、改めて和田町を新設。同日北三原村廃止。
- 2006年（平成18年）3月20日 - 和田町が、富浦町、富山町、白浜町、千倉町、丸山町、三芳村と合併して南房総市を新設。